# Electric (CBW)
Electric is het debuut-muziekalbum van de Amerikaanse gelegenheidsband CBW. 

## Composities
1. Wolfbane (White)(6:05)
2. BB Blues (Coryell)(5:01)
3. So what (Miles Davis)(6:17)
4. Sex Machine (Sylvester Stewart)(7:16)
5. Blck Dog (Robert Plant, Jimmy Page, John Paul Jones)(5:08)
6. Footprints (Wayne Shorter)(7:24)
7. Born under a bad sign (WM Bell, Booker T. Jones)(7:49)
8. Lowblow (Bailey)(7:11)
9. Rhapsody and blues (Coryell)(4:11)